# Dylan Clayton
Dylan Clayton (ur. 6 lipca 1974) – brytyjski kolarz BMX, brązowy medalista mistrzostw świata. 

## Kariera
Największy sukces w karierze Dylan Clayton osiągnął w 1998 roku, kiedy zdobył brązowy w kategorii elite podczas mistrzostw świata w Melbourne. W zawodach tych wyprzedzili go jedynie Francuz Thomas Allier oraz Amerykanin Andy Contes. Był to jedyny medal wywalczony przez Claytona na mistrzostwach świata. W tej samej konkurencji był ponadto ósmy na rozgrywanych dwa lata wcześniej mistrzostwach w Brighton.